# Полёт драконов
«Полёт драконов» (англ. «The Flight Of Dragons») — полнометражный мультфильм, созданный в 1982 году по мотивам одноимённой книги Питера Дикинсона и романа «Дракон и Джордж» Гордона Диксона. Изначально вышел на видеокассетах VHS и LD.
В СССР распространялся в переводе Леонида Володарского только на «пиратских» видеокассетах VHS, в России в 1990-е — на VHS и LD в переводе Александра Фертмана и Юрия Живова. Впервые транслировался по телевидению лишь в 1986 году.

## Сюжет
Питер Дикинсон, бедный и мечтательный учёный-изобретатель, благодаря чарам волшебника Каролинуса попадает в параллельный мир, полный чудес и магии. Он встречает трёх магов и красивую принцессу Мелисенду, приёмную дочь Каролинуса.
Зелёный маг Каролинус, его братья — жёлтый маг Ло Тай Шао и синий маг Соляриус понимают, что мир волшебства погибает. Чтобы спасти его, они должны объединиться и создать «Последнее прибежище магии» — защищённое чарами место, где магия будет жить, когда люди прекратят в неё верить. Но красный маг Оммадан отказался помочь братьям и решает заставить людей поверить в магию силой, намереваясь уничтожить мир людей. Единственный способ остановить злого волшебника — отобрать его магическую корону. Одолеть его призван Питер, предок которого был великим героем.
Однако волею судьбы Питер оказывается в теле домашнего любимца Каролинуса — дракона Горбаша. Ничего не зная о том, каково это быть драконом и что такое магия, Питер отправляется в путешествие в сопровождении двух компаньонов: рыцаря сэра Орэна Невиль Смита и дракона Смёргола.
Оммадан подсылает к лагерю песчаных крыс, чтобы убить их ужасными криками. Синий волшебник Соляриус посылает на помощь волка Арэка, чтобы убить королеву крыс. Он выполняет задание и присоединяется к компании. В это время принцесса Мелисенда впадает в глубокий сон , и благодаря своим чарам наблюдает за передвижением Питера. Группу снова атакуют. На этот раз это были эльфы, возглавляемые Джаелсом. Они очень не любят драконов и боятся их. Компанию спасает лучница Даниэль. В итоге она и Джаелс присоединяются в пути к замку Оммадана.
Они останавливаются в таверне, а ночью на них нападает огромный Огр-людоед, который похищает сэра Орэна и Даниэль. Горбаш и Смёргол должны их спасти. Питер берёт несколько уроков боя против людоедов (толстые кости, невосприимчивость к огню) и вместе со Смёрголом они нападают на замок Огра. Смёргол ранен, и после спасения друзей его сердце навсегда останавливается.
Друзья продолжают продвижение к Оммадану и сражаются с гигантским червём Слигофом, обитающим в реке ядовитой кислоты на границе царства Оммадана. Они используют волшебные подарки: щит и флейту, чтобы защититься от чар разочарования Оммадана и усыпить драконов, в том числе и Горбаша, в теле которого Питер. Но флейта не действует на дракона Оммадана Бриака, который убивает Даниэль, Арэка и Джаелса. Сэр Орэн перед смертью успевает ранить мечом Бриака и убить его, но вскоре он тоже умирает. Оммадан торжествует. Питер покидает тело Горбаша, когда понимает, что две вещи не могут существовать в одно и то же время в одном месте (в теле дракона Горбаша). Он использует свои научные знания, чтобы доказать Оммадану, что магия существовать не может. Он перечисляет все ветви науки и все доказательства своей точки зрения, и Оммадан, чья сила держится на вере в магию, не может победить Питера в споре. Со смертью Оммадана все друзья возвращаются к жизни. Оставшиеся маги объединяются и отделяют мир волшебства от мира людей. К несчастью, Питеру также приходится возвращаться домой в двадцатый век.
Однако Питер не потерян для мира магии. Принцесса Мелисенда просит отца отпустить её к Питеру в Бостон, на что Каролинус соглашается. 

## Создатели
- Сценарист: Ромео Мюллер
- По мотивам книги «Полёт Драконов» Питера Дикинсона. Дизайн Уайна Андерсона
- Композитор, аранжировщик и дирижёр: Мари Лаус
- Продюсеры и режиссёры: Артур Ранкин младший и Жуль Басс
- Аниматоры: Фумихико Такаяма, Кацухиса Ямада, Yoshiko Sasaki, Masahiro Yoshida, Fukuo Suzuki, Emiko Ishii